# Karl Wilhelm Lorenz
Karl Wilhelm Lorenz, född 14 mars 1886 i Karlsruhe, död 13 juli 1918 i Mannheim, var en tysk matematiker och astronom. 
Mellan 1908 och 1910 assisterade han vid observatoriet i Heidelberg.
Han upptäckte totalt 4 st asteroider, mellan 1908 och 1909.

## Asteroider upptäckta av Lorenz
| 665 Sabine      | 22 juli 1908    |
| 674 Rachele     | 28 oktober 1908 |
| 678 Fredegundis | 22 januari 1909 |
| 685 Hermia      | 12 augusti 1909 |